# Ethusa minuta
Ethusa minuta is een krabbensoort uit de familie van de Ethusidae. De wetenschappelijke naam van de soort is voor het eerst geldig gepubliceerd in 1937 door Sakai.